# L'Idéal Cinéma-Jacques Tati

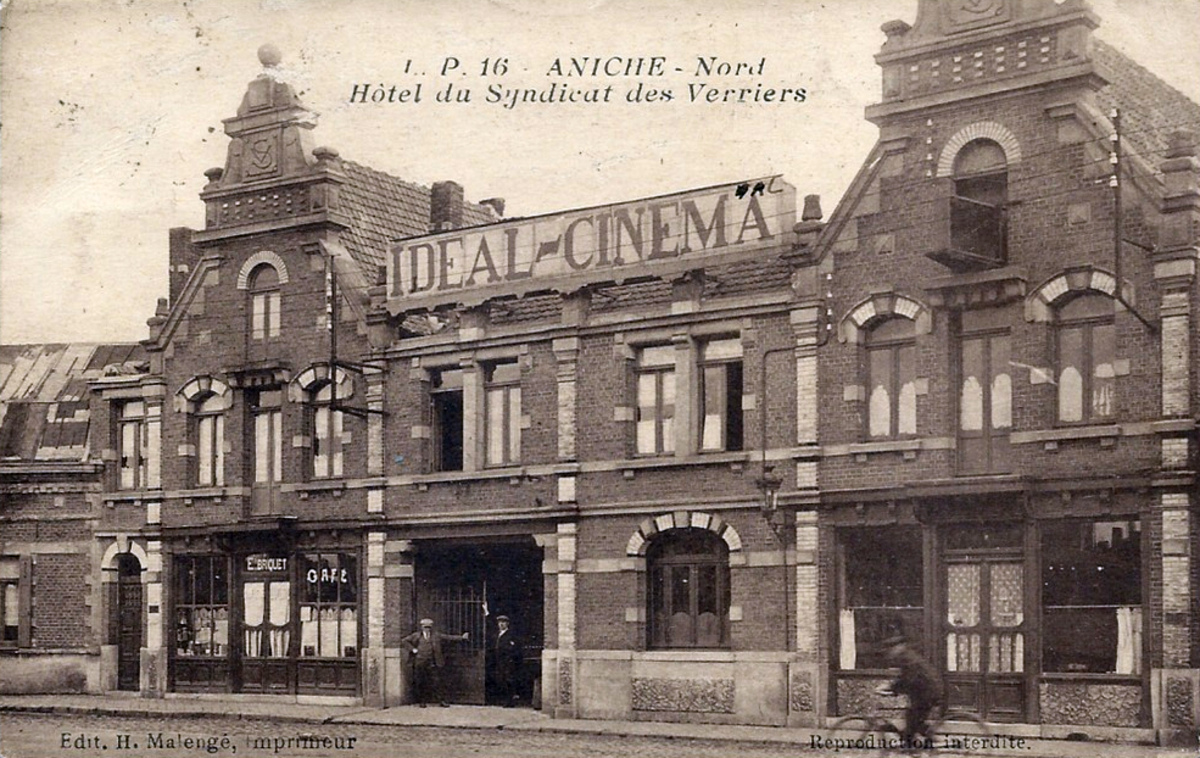
L'Idéal Cinéma di Aniche aperto il 23 novembre 1905 e demolita nel 1993.

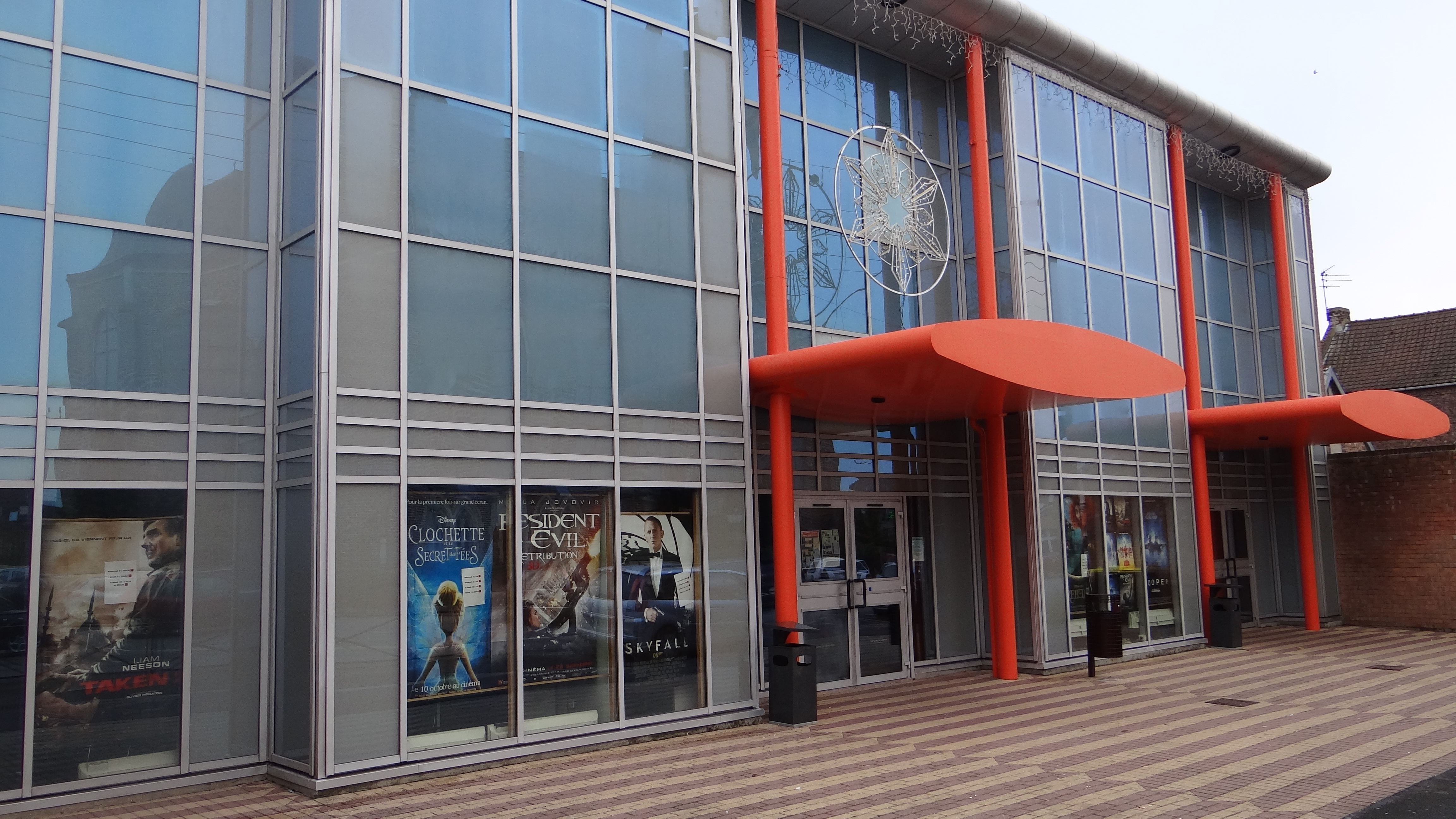
Il Centro Claude Berri con il cinéma nel 2012

La sala cinematografica L'Idéal Cinema-Jacques Tati si trova ad Aniche in Francia. Il centro culturale in cui è integrato è stato inaugurato il 3 giugno 1995. L'Hôtel du Syndicat des Verriers d'Aniche, L'Idéal Cinéma, venne inaugurata il 26 gennaio 1902 e divenne aperta al pubblico il 23 novembre 1905. E stato demolito nel 1993 per costruire questo centre culturale e la sua sala cinématographica.
Il più antico cinema italiano ancora in esercizio, inaugurato il 15 dicembre 1905 e realizzato dall'architetto Luigi Bellincioni si trova a Pisa sul retro di Palazzo Agostini: il Cinema Lumière. Il 19 ottobre 1906 vi venne realizzato il primo esperimento di sonorizzazione di pellicole da parte del professore Pietro Pierini dell'Università di Pisa, brevettato dalla Fabbrica Pisana di Pellicole Parlate sotto la dizione ‘Sistema elettrico per sincronismo di movimenti’ e, dopo averne migliorato il funzionamento, come ‘Isosincronizzatore’.